# Нуньес, Архенис
Архенис Касимиро Нуньес (исп. Argenis Casimiro Núñez; род. 30 декабря 1981, Санто-Доминго) — доминиканский боксёр, представитель средней и полутяжёлой весовых категорий. Выступал за национальную сборную Доминиканской Республики по боксу в 2000-х годах, серебряный и бронзовый призёр Панамериканских игр, победитель и призёр многих турниров международного значения, участник летних Олимпийских игр в Пекине.

## Биография
Архенис Нуньес родился 30 декабря 1981 года в Санто-Доминго, Доминиканская Республика.
Первого серьёзного успеха на взрослом международном уровне добился в сезоне 2003 года, когда вошёл в основной состав доминиканской национальной сборной и стал бронзовым призёром на домашних Панамериканских играх в Санто-Доминго — в полуфинале полутяжёлой весовой категории уступил кубинцу Йоану Пабло Эрнандесу. Также в этом сезоне выиграл бронзовую медаль на турнире Хиральдо Кордова Кардин в Сантьяго-де-Куба.
В 2005 году взял бронзу на Кубке независимости в Сантьяго и на панамериканском чемпионате в Терезополисе.
В 2007 году побывал на Панамериканских играх в Рио-де-Жанейро, откуда привёз награду серебряного достоинства, выигранную в среднем весе — в решающем поединке был остановлен кубинцем Эмилио Корреа. Боксировал и на чемпионате мира в Чикаго, где на стадии четвертьфиналов досрочно проиграл представителю Украины Сергею Деревянченко.
Благодаря череде удачных выступлений удостоился права защищать честь страны на летних Олимпийских играх 2008 года в Пекине. В стартовом поединке категории до 75 кг со счётом 7:18 потерпел поражение от венесуэльца Альфонсо Бланко и сразу же выбыл из борьбы за медали.
После достаточно длительного перерыва в 2011 году Нуньес предпринял попытку вернуться в основной состав боксёрской команды Доминиканской Республики и выступил на отборочном турнире Панамериканских игр в Венесуэле, однако уже на предварительном этапе досрочно проиграл эквадорцу Карлосу Гонгоре и на том завершил спортивную карьеру.